# Пелешац (мост)
Мостът „Пелешац“ е въжен мост в Дубровнишко-неретванска жупания, Хърватия. Мостът осигурява сигурна транспортна сухопътна връзка между хърватския полуексклав с Дубровник и останалата част от страната, заобикаляйки късата крайбрежна ивица на Босна и Херцеговина при Неум. Преминава през малостонския залив между Комарна на север и полуостров Пелешац, като по този начин преминава изцяло през хърватска територия и избягва всички гранични пунктове с Босна и Херцеговина при Неум.
Строителството на моста започва на 30 юли 2018 г., а е завършен и открит за ползване на 28 юли 2021 г. Самият мост и пътищата за достъп до него са отворени за движение на 26 юли 2022 г. Тъй като е част от Автомагистрала А1 (Хърватия), като част от адриатическо-йонийска автомагистрала, тежкотоварни камиони и камиони, превозващи опасни товари, ще имат достъп до моста, след като обходният път на Стон бъде изграден и отворен за ползване преди края на 2022 г.
Днешните граници между Хърватия и Босна и Херцеговина са начертани на Карловацкия конгрес и излазът на Босна и Херцеговина на Адриатика при Неум е имал за цел да избегне сухоземната граница между Дубровнишката република и конкурентната ѝ Венецианска република, владяла Далмация.